# Allée couverte Autel des Druides
Die Allée couverte Autel des Druides (deutsch „Altar des Druiden“ – auch „Roques  des Druides“ oder „du Grand Breuil“ genannt) liegt östlich von Les Moitiers-d’Allonne auf der Halbinsel Cotentin im Département Manche in der Normandie in Frankreich. Das 1895 entdeckte Galeriegrab liegt nahe der Kuppe eines Hügels an einer Nebenstraße, nördlich der D902.
Die etwa 20,0 Meter lange Nord-Süd orientierte Megalithanlage wurde in den 1960er Jahren restauriert, nachdem sie lange als Viehunterstand genutzt worden war. Die Breite zwischen den 20 in situ befindlichen und mehreren verstürzten sowie fehlenden seitlichen Tragsteinen beträgt 1,5 bis 2,0 m, die Höhe unter den sechs aufliegenden Decksteinen (etwa ebenso viele fehlen) liegt bei 1,5 m. Es gibt zwei besonders große Endsteine und Hinweise auf eine Vorkammer im Norden.
Die Funde bestehen aus zerscherbter Keramik  der Jungsteinzeit, wie sie auch in der Allée couverte von Bretteville-en-Saire und im Pariser Becken gefunden und der Seine-Oise-Marne-Kultur (S-O-M) zugeordnet wurde, sowie Feuerstein und den Perlen einer Halskette.